# Kamen Rider Amazon
Pour les articles homonymes, voir Amazon (homonymie).
Kamen Rider Amazon (仮面ライダーアマゾン, Kamen Raidā Amazon) est une série télévisée japonaise et la quatrième de la franchise Kamen Rider toujours supervisée par Shotaro Ishinomori. Elle fait suite à Kamen Rider X sur TV Asahi, et compte 24 épisodes et sera diffusée du 29 octobre 1974 au 29 mars 1975, faisant d'elle la plus courte série de Riders jusqu'à maintenant. Elle est remplacée par Kamen Rider Stronger la semaine suivante. 

## Distribution
- Amazon (Daisuke Yamamato) (アマゾン (山本 大介), Amazon (Yamamoto Daisuke)?): Tōru Okazaki (岡崎 徹, Okazaki Tōru?)
- Tōbei Tachibana (立花 藤兵衛, Tachibana Tōbee?): Akiji Kobayashi (小林 昭二, Kobayashi Akiji?)
- Masahiko Okamura (岡村 まさひこ, Okamura Masahiko?): Yōji Matsuda (松田 洋治, Matsuda Yōji?)
- Ritsuko Okamura (岡村 りつ子, Okamura Ritsuko?): Mariko Matsuoka (松岡 まりこ, Matsuoka Mariko?)
- Mutant Mogura (モグラ獣人, Mogura Jūjin?, Voice): Ryūji Saikachi (槐 柳二, Saikachi Ryūji?)
- Bago (長老バゴー, Chōrō Bagō?): Ushio Akashi (明石 潮, Akashi Ushio?)
- Gorgos, le Démon aux dix visages (十面鬼ゴルゴス, Jūmenki Gorugosu?, Voice): Ritsuo Sawa (沢 りつお, Sawa Ritsuo?)
- Grand Empereur Zero (ゼロ大帝, Zero Taitei?): Hirohisa Nakata (中田 博久, Nakata Hirohisa?)
- L'ordonnateur de l'Empire Garanda (ガランダー帝国支配者, Garandā Teikoku Shihaisha?, Voice): Osamu Saka (阪 脩, Saka Osamu?)
- Narrateur (ナレーター, Narētā?): Gorō Naya (納谷 悟朗, Naya Gorō?)

## Chansons
Générique
- "Amazon Rider Koko ni Ari" (アマゾンライダーここにあり, Amazon Raidā Koko ni Ari?, "L'Amazon Rider est là")
  - Paroles: Shotaro Ishinomori
  - Compositeur: Shunsuke Kikuchi
  - Interprète: Masato Shimon

Générique de fin
- "Amazon Da-Da-Da!!" (アマゾンダダダ!!?)
  - Paroles: Saburō Yatsude
  - Compositeur: Shunsuke Kikuchi
  - Interprète: Masato Shimon avec le Columbia Yurikago-kai
  - Episodes: 1-14 (Premier couplet); 15-24 (Second couplet)